# Wilhelminalaan 14
Willhelminalaan 14 is een rijksmonument in Baarn in de provincie Utrecht. Het huis staat in het Wilhelminapark dat onderdeel is van  rijksbeschermd dorpsgezicht Prins Hendrikpark e.o.
De villa in neorenaissancestijl is gebouwd in 1900. Door de rijk met houtsnijwerk versierde top heeft het pand een chaletstijl. Het gebouw heeft opvallende dwarsbanden en hoekblokken. De villa met dubbele oprijlaan is in 1930 verbouwd. 
De Wilhelminalaan werd in het Wilhelminapark aangelegd tussen 1874 en 1875 door Copijn. Langs de laan staan grote villa's op ruime kavels. In de Tweede Wereldoorlog moest de straat op last van de Duitsers Willem de Zwijger worden genoemd. Na de oorlog is de laan weer hernoemd.